# Гульєльмо Брецці
Гульєльмо Брецці (італ. Guglielmo Brezzi, нар. 24 грудня 1898, Алессандрія — пом. 7 квітня 1926, Алессандрія) — італійський футболіст, що грав на позиції півзахисника та нападника.
Виступав, зокрема, за «Дженоа» та «Алессандрію», а також національну збірну Італії.

## Клубна кар'єра
Народився 24 грудня 1898 року в місті Алессандрія. Вихованець футбольної школи клубу «Дженоа».
У сезоні 1912/13 виступав у третьому італійському дивізіоні за «Тріонфо Лігуре».
У першому повоєнному сезоні 1919/20 року виступав в елітному дивізіоні за «Дженоа», де був одним з головних бомбардирів команди, маючи середню результативність на рівні 0,74 голу за гру першості.
1920 року перейшов до клубу «Алессандрія», за який відіграв 3 сезони, утворивши атакувальну з'вязку з Карло Каркано і своїм двоюрідним братом Адольфо Балонч'єрі. В новому клубі Брецці був серед найкращих голеодорів, відзначаючись забитим голом в середньому щонайменше у кожній другій грі чемпіонату.

## Виступи за збірну
18 січня 1920 року дебютував в офіційних іграх у складі національної збірної Італії в товариському матчі проти збірної Франції, в якому забив три голи, один в першій половині, а два інших — у другій.
У складі збірної був учасником футбольного турніру на Олімпійських іграх 1920 року в Антверпені, де зіграв у трьох матчах і забив два голи.
Протягом кар'єри у національній команді, яка тривала 4 роки, провів у формі головної команди країни лише 8 матчів, забивши 5 голів.
Помер 7 квітня 1926 року на 28-му році життя у рідному місті Алессандрія.
| Дата       | Місто     | Господарі      | Результат | Гості      | Турнір           | Голи | Примітки |
| ---------- | --------- | -------------- | --------- | ---------- | ---------------- | ---- | -------- |
| 18/01/1920 | Мілан     | Італія         | 9 – 4     | Франція    | товариський матч | 3    |          |
| 28/03/1920 | Берн      | Швейцарія      | 3 – 0     | Італія     | товариський матч | -    |          |
| 13/05/1920 | Генуя     | Італія         | 1 – 1     | Нідерланди | товариський матч | -    |          |
| 28/08/1920 | Гент      | Італія         | 2 – 1     | Єгипет     | ОІ 1920          | 1    |          |
| 29/08/1920 | Антверпен | Франція        | 3 – 1     | Італія     | ОІ 1920          | 1    |          |
| 02/09/1920 | Антверпен | Іспанія        | 2 – 0     | Італія     | ОІ 1920          | -    |          |
| 04/03/1923 | Генуя     | Італія         | 0 – 0     | Угорщина   | товариський матч | -    |          |
| 27/05/1923 | Прага     | Чехословаччина | 5 – 1     | Італія     | товариський матч | -    |          |
| Усього     |           | Матчів         | 8         |            | Голів            | 5    |          |